# Луций Папирий Мазон (эдил)
Луций Папирий Мазон (лат. Lucius Papirius Maso; IV—III века до н. э.) — римский политический деятель из патрицианской ветви рода Папириев. Упоминается только в одном сохранившемся источнике, письме Марка Туллия Цицерона Луцию Папирию Пету, как бывший эдил (эдилиций). Время его жизни и пребывания в должности неизвестно, но, судя по словам Цицерона, Мазон был современником Луция Папирия Курсора. Соответственно Роберт Броутон датирует его эдилитет приблизительно 290 годом до н. э.
Луций Папирий стал первым носителем когномена Мазон. У него были сыновья Луций и Гай.